# 구균

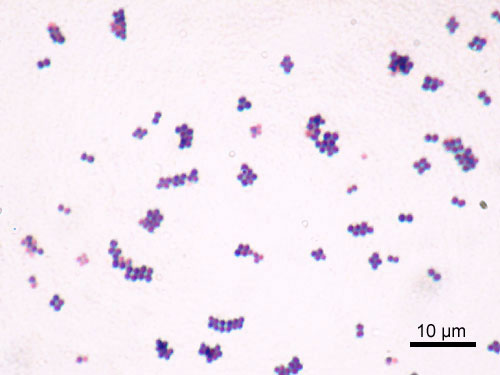
포도상구균의 현미경 사진

알균(coccus; 복수형 cocci) 또는 구균(球菌)은 구형의 둥근 모양을 가진 세균 또는 고균이다. 세균은 모양에 따라 구균(구형), 간균(막대형) 및 나선상균(나선형)으로 세 가지 모양으로 나뉜다. 구균은 세포의 모양을 말하며 포도상구균, 연쇄상구균과 같은 여러 속을 포함 할 수 있다. 구균은 세포 분열 중 방향과 부착에 따라 쌍, 사슬, 군집으로 자랄 수 있다. 많은 세균과는 달리 대부분의 구균은 편모가 없으며 운동성이 없다.

## 구균의 유래
구균의 영어 단어인 'Cocci'는 현대 또는 신 라틴어 명사의 외래어이며, 'berry'를 의미하는 그리스 남성 명사 cóccos(κόκκος)에서 유래되었다.

## 구균의 구조
구균의 구조는 그람 양성 세균 및 그람 음성 세균의 세포벽 유형에 따라 다르다.
구균의 세포벽 구조는 그람 양성(두꺼운 펩티도글리칸 층)과 그람 음성(얇은 펩티도글리칸 층) 사이에서 변한다. 숙주 유기체에 살면서 구균은 병원성(예 : 연쇄상 구균)을 띠기도 하고 공생 관계를 맺을 수도 있다.

### 그람 양성 구균
그람 양성 구균은 비슷한 형태의 세균의 큰 그룹이다. 모두 구형이거나 거의 비슷하지만 크기가 상당히 다르다. 일부 속의 구성원은 세포가 서로 붙어있는 방식(주머니, 사슬 또는 포도와 같은 포도)으로 식별 할 수 있다. 이러한 배열은 세포 분열의 패턴과 세포가 서로 달라 붙는 사실을 반영한다. 예를 들어 Sarcina 세포는 3개의 수직 평면 사이에서 세포 분열이 규칙적으로 교대하기 때문에 입방체 포켓에 배열된다. 연쇄상구균 종은 항상 같은 평면에서 발생하기 때문에 구슬의 모습과 비슷하다. S. pneumoniae와 같은 세균은 두 개의 세포로 존재한다. 이를 쌍구균이라고 한다. 황색 포도상구균 종은 규칙적인 분열면이 없다. 이들은 포도와 같은 구조를 형성한다.

## 배열
구균은 단일 세포로 발생하거나 세포 분열 후에 부착된 상태로 남아있을 수 있다. 부착된 상태는 세포의 배열에 따라 분류 될 수 있다.
- 쌍구균은 구균이 2개가 붙어있는 상태이다. (예 : 폐렴 연쇄상구균, 임균)
- 연쇄상구균은 구균의 사슬이다. (예 : 화농성연쇄상구균)
- 포도상구균은 불규칙한 포도와 같은 구균 덩어리이다. (예 : 황색포도상구균)
- 사면체는 동일한 평면 내에 배열된 4개의 구균 군집이다. (예 : Micrococcus sp.)
- 팔련구균(Sarcina)은 8개의 구균이 입방체 배열로 구성된 세균이다. (예 : Sarcina ventriculi)

## 같이 보기
- 쌍알균